# Synagoge (Slaný)
Koordinaten: 50° 13′ 52,1″ N, 14° 5′ 20,7″ O

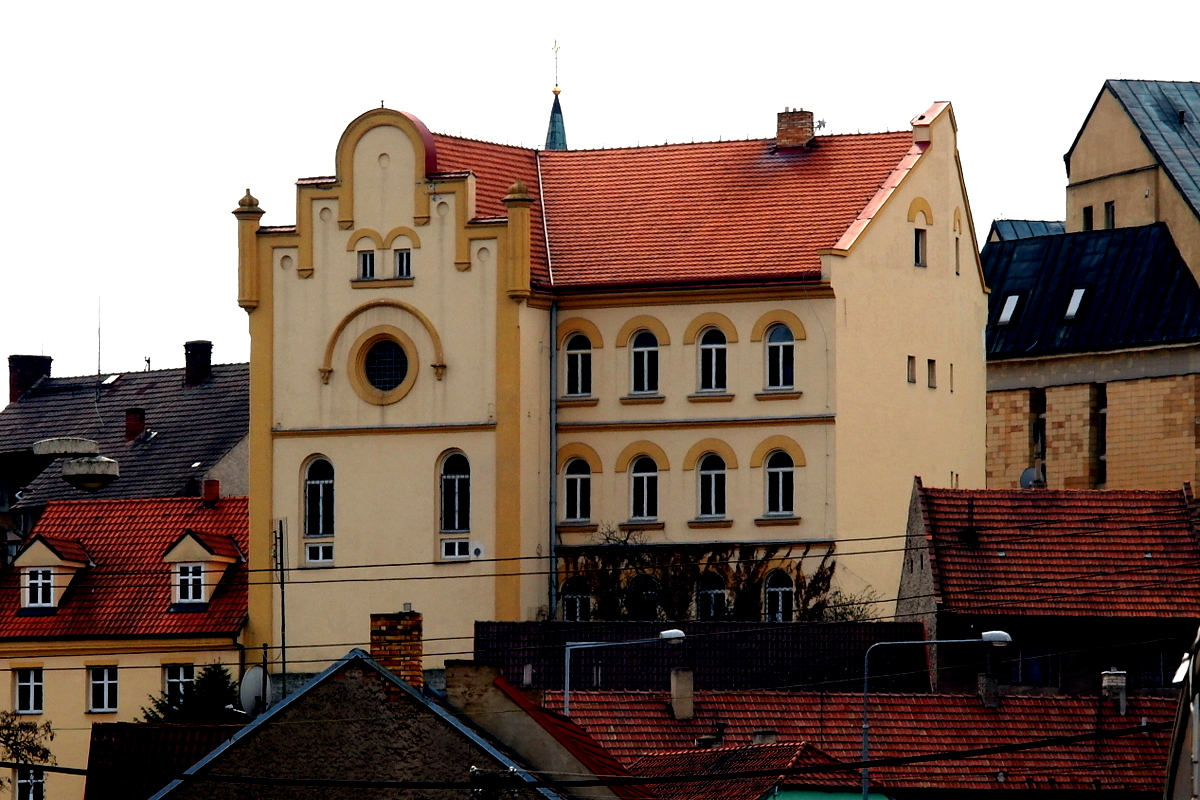
Synagoge in Slaný

Die Synagoge in Slaný (deutsch Schlan), einer Stadt in der Mittelböhmischen Region (Středočeský kraj) in Tschechien, wurde 1865 erbaut. Die profanierte Synagoge im orientalisierenden Stil ist seit 1988 ein geschütztes Kulturdenkmal.